# Lamprosema hades
Lamprosema hades là một loài bướm đêm trong họ Crambidae.